# Tatiana Skachko
Tatiana Skachko (Lugansk, Ucrania, 18 de agosto de 1954) es una atleta soviética retirada, especializada en la prueba de salto de longitud, en la que llegó a ser medallista de bronce olímpica en 1980.

## Carrera deportiva
En los JJ. OO. de Moscú 1980 ganó la medalla de bronce en el salto de longitud, con un salto de 7.01 metros, quedando en el podio tras su compatriota soviética Tatyana Kolpakova (oro con 7.06 m) y la alemana Brigitte Wujak (plata con 7.04 metros).